# Teorema de les secants

A la  geometria euclidiana, el teorema de les secants descriu la relació dels segments lineals creats per dues secants que es tallen fora del cercle associat.
Per a dues rectes AD i  BC que es tallen en el punt P i que els seus punts A, B, C, D estan en una mateixa circumferència, es compleix la següent relació: 
{\displaystyle |PA|\cdot |PD|=|PB|\cdot |PC|}
El teorema es dedueix directament del fet que els triangles △PAC i △PBD són semblants . Això és així perquè els angles ∠DPC ,∠ADB i ∠ACB són iguals ja que són angles inscrits que intercepten el mateix arc AB . De la semblança dels triangles  en resulta una equació per a les raons que és equivalent a l'equació del teorema donat anteriorment: {\displaystyle {\frac {PA}{PC}}={\frac {PB}{PD}}\Leftrightarrow |PA|\cdot |PD|=|PB|\cdot |PC|}
Juntament amb el teorema de les cordes secants i el teorema de la tangent-secant, el teorema de les secants  representa un dels tres casos bàsics d'un teorema més general sobre dues rectes que es tallen i una circumferència: el teorema de la potència d'un punt .